# Вафиади, Владимир Гаврилович
 Влади́мир Гаври́лович Вафиа́ди (1911, Москва — 1986, Ленинград) — советский учёный-физик, специалист в области оптико-электронного приборостроения, оптической локации и инфракрасной техники. Доктор физико-математических наук (1962), профессор (1964), Заслуженный деятель науки и техники БССР (1965), член-корреспондент Академии наук БССР (1966)

## Биография
Владимир Гаврилович Вафиади родился 10 января 1911 года в Москве. Детство и юность провёл в Воронеже. В 1931 году Вафиади был принят в Государственный оптический институт (ГОИ), где прошел последовательно путь от лаборанта до младшего, затем старшего научного сотрудника. С 1951 по 1962 год начальник лаборатории оптической локации и инфракрасной техники ГОИ. В 1931 году поступил на заочное отделение физико-математического факультета Ленинградского университета. В 1936 году, под руководством будущего академика А. А. Лебедева, В. В. Балаков и В. Г. Вафиади создали первый геодезический световой дальномер с интерференционными модуляторами, позволявший измерять расстояние по времени прохождения этого расстояния световыми сигналами. Точность измерений составляла 2—3 м на расстоянии 3,5 км. Это новое направление в дальнометрии получило дальнейшее развитие в работах Вафиади с сотрудниками. В 1938—1939 годах сотрудниками ГОИ Балаковым В. В., Вафиади В. Г. и Лебедевым А. А. был разработан световой дальномер, основанный на измерении скорости света . К этому направлению примыкают исследования Вафиади, связанные с непосредственным измерением скорости света.
В 1934 году принимал участие в работах Эльбрусской комплексной научной экспедиции (ЭКНЭ) АН СССР, возглавлявшейся А. А. Лебедевым, в части исследований излучения Солнца в области спектра 100—1000 нм.
Во время Великой Отечественной войны в Йошкар-Оле, куда был эвакуирован ГОИ, продолжал работу применительно к задачам военного времени над новыми схемами и техническими решениями светодальномеров и прожекторов, обладающих большей рабочей дальностью, чем существующие. В 1944 году, несмотря на отсутствие диплома о высшем образовании, защитил кандидатскую диссертацию на тему «Импульсный прожектор-дальномер». Одновременно с работой в ГОИ с 1944 по 1960 год преподавал в Ленинградской Военно-воздушной инженерной академии им. А. Ф. Можайского, заведовал кафедрой инфракрасной техники. Подготовил ряд учебных пособий.
По окончании войны был командирован в составе группы учёных и специалистов в Германию. Изучал опыт фирмы Цейсс по созданию инфракрасных оптических приборов, в частности, головок самонаведения ракет ФАУ. В послевоенное время с его участием в ГОИ было создано несколько типов световых дальномеров, нашедших применение в геодезии и строительном деле. В 1948—1960 годах осуществлял научное руководство созданием в ГОИ и освоением в серийном производстве ряда авиационных теплопеленгаторов и головок самонаведения, устройств ориентации ИСЗ, медицинских тепловизоров. Одновременно работал консультантом в Центральном проектно-конструкторском бюро (ЦПКБ-2) Красногорского механического завода.
В 1962 году по приглашению ректора Белорусского государственного университета им. В. И. Ленина (БГУ) А. Н. Севченко, работавшего в ГОИ с 1934 по 1953 год, Вафиади перешёл на работу в БГУ, где возглавил кафедру электрофизики. Под его руководством велись работы в области модуляции и демодуляции излучения, светодальнометрии, оптической локации, оптической пирометрии, фотоэлектрической автоматики, астрофизических измерений и медицинских исследований. Руководил работами по бесконтактному измерению температуры слабонагретых тел. Читал спецкурсы «Фотоэлектрическая автоматика» и «Электронная оптика», общие курсы «Физика космоса» и «История физики». Подготовил учебное пособие для вузов «Фотоэлектрическая автоматика» (1966).
В. Г. Вафиади был членом редакционной коллегии «Журнала прикладной спектроскопии», первым главным редактором журнала «Вестник Белорусского государственного университета. Серия 1», членом ряда научных советов по присуждению ученых степеней и званий. Автор или соавтор более 70 научных трудов, в том числе 3 монографий. Свободно владея французским языком, перевёл на русский (совм. с А. М. Котовым) «Элементарные заметки по оптике» Ж.-П. Марата.
Вышел на пенсию в 1972 году, после чего вскоре переехал в Ленинград. Скончался 17 мая 1986 года.

## Награды и звания
- орден «Знак Почета» (1961)
- медаль «За доблестный труд в Великой Отечественной войне 1941-1945 гг.»
- медаль «В память 250-летия Ленинграда» (1953)
- юбилейная медаль «За доблестный труд (За воинскую доблесть). В ознаменование 100-летия со дня рождения Владимира Ильича Ленина» (1970)
- Почетная грамота Верховного Совета БССР
- звание «Заслуженный деятель науки и техники БССР» (1965)
- член-корреспондент Академии наук БССР (1966)